# M*A*S*H (romanzo)
MASH (titolo originale MASH, A Novel About Three Army Doctors) è un romanzo umoristico scritto nel 1968 da Richard Hooker, pseudonimo di H. Richard Hornberger e Wilfred Charles Heinz, ambientato in un ospedale da campo americano durante la guerra di Corea (l'acronimo MASH sta per Mobile Army Surgical Hospital).
Da questo libro sono stati tratti un film con lo stesso titolo diretto da Robert Altman, vincitore dell'Oscar alla migliore sceneggiatura non originale e della Palma d'Oro al 23º Festival di Cannes, ed una omonima serie televisiva americana di grande successo, durata dal 1972 al 1983, e trasmessa anche in Italia.
Il libro ha avuto due sequel dello stesso autore, dei quali uno, MASH va nel Maine, è stato tradotto e pubblicato in Italia.

## Trama
Nel 1951, dall'ospedale da campo 4077° MASH (detto il Doppio Naturale), situato dietro la linea del fronte vicino al 38º parallelo in Corea, parte una richiesta urgente per due nuovi chirurghi. Il comandante dell'unità tenente colonnello Henry Blake otterrà quanto richiesto, ma scoprirà presto che i due nuovi arrivati, i capitani Duca Forrest e Occhiodifalco Pierce, pur abilissimi nella loro professione non sono il tipo di uomini che fanno dormire sonni tranquilli ai loro superiori. Non amano seguire le regole, dando vita spesso e volentieri ad episodi al limite dell'insubordinazione e dell'oltraggio, situazione che si aggrava con l'arrivo del chirurgo toracico John MacIntyre detto Trappola, subito reclutato nel gruppo insediatosi in una delle tende del campo, rinominata "la Palude".
Gli uomini-della-palude, tra un impegnativo turno di lavoro al tavolo operatorio ed un giro al tavolo da poker dentistico, troveranno il tempo di liberarsi di un loro collega particolarmente cialtrone, salvare la vita al dentista dell'ospedale caduto in depressione, e racimolare i soldi (usando uno stratagemma alquanto blasfemo) per inviare l'attendente coreano della loro tenda a studiare negli Usa. Un'occasione insperata fornirà loro la possibilità di trasferirsi per qualche giorno a Seul, dove, risolto brillantemente il problema chirurgico per cui erano stati richiamati, troveranno il modo di partecipare ad un torneo locale di golf, e di aiutare un vecchio amico, facendosene di nuovi. Al ritorno alla loro unità li attende un periodo di superlavoro che lascerà tutti coi nervi molto scossi, situazione che il loro comandante deciderà di affrontare in modo poco ortodosso, rischiando per questo la propria carriera.
Gli uomini-della-palude troveranno il modo di farsi perdonare, e di fare allargare il gruppo, convincendo un entusiasta colonnello Blake a formare una rappresentativa del campo per sfidare il suo superiore generale Hammond, comandante del vicino campo di evacuazione, in un incontro di football americano tra i componenti dei rispettivi reparti. Riusciranno a vincere rocambolescamente l'incontro e le laute scommesse associate, naturalmente anche grazie a qualche trucchetto non molto pulito. Finalmente, anche per i capitani Duca Forrest e Occhiodifalco Pierce l'ora del ritorno arriva, e dopo un breve periodo in cui il loro comandante riesce a tenerli a freno assegnandoli all'impegnativo compito di insegnare ai nuovi arrivati, l'ultimo capitolo li segue nel viaggio verso casa. Naturalmente alla loro maniera.

## Personaggi
- Capitano Benjamin Franklin "Occhiodifalco" Pierce. La vita non è mai stata facile per un medico squattrinato che viene da Crabapple Cove, Maine. Ma quando arriva al 4077º con il Duca, dando vita al gruppo degli uomini-della-palude, ha l'opportunità di mostrare quello che vale.
- Capitano Augustus Bedford "Duca" Forrest, da Forrest city, Georgia. Il destino lo fa incontrare in Corea con Occhiodifalco, nasce una grande amicizia. Ed anche una discreta quantità di problemi per l'esercito.
- Capitano John "Trappola" McIntyre, il tagliacostole più abile di tutta la Corea, vecchio amico-avversario di Occhiodifalco, diventa a pieno titolo il terzo uomo-della-palude.
- Tenente colonnello Henry Braymore Blake, tenta di dirigere questa gabbia di matti al meglio delle possibilità di un essere umano, e rischia seriamente la salute mentale.
- Caporale Radar O'Reilly, sognava di fare l'addetto alle comunicazioni, ecco perché è finito nei corpi di sanità. Si rivela un grande aiuto per gli uomini-della-palude e per il comandante Blake grazie alla sua sovrumana abilità di captare informazioni.
- Capitano Oliver Wendell Jones, neurochirurgo, arriva al 4077º in quanto ex professionista di football americano con il nome di Catapulta. Per un breve periodo, è parte del gruppo.
- Padre John Patrick "Vinsanto" Mulcahy, sacerdote cattolico del campo, appoggio fisico e spirituale per tutti nei frequenti momenti di crisi grazie alle sue doti umane, e talvolta quasi divine. Diventa "uno di loro".
- Capitano Walter Koskiusko "Cassiodoro" Waldowski, il dentista del 4077°, dirige la sola clinica odontoiatrica coreana con annesso autentico tavolo da poker, ma è personalmente rinomato per un altro motivo, da cui il soprannome.
- Capitano John "Orango" Black, anestesista, di quelli veri, non un semplice passa-etere. E guai se non gli arrivano i sessanta preservativi settimanali.
- Maggiore Margaret J. "Labbra ardenti" Houlihan, capo infermiera, "piuttosto alta, piuttosto snella, piuttosto bionda, piuttosto matura". Molto ligia a regolamenti e amante della disciplina, diventa quindi uno dei bersagli perfetti per gli uomini-della-palude.

## Edizioni
- Richard Hooker, Mash, Traduzione di Hilia Brinis, 1ª ed., Milano, Garzanti, agosto 1970  [1968],  p. 220.
- Richard Hooker, Mash, Traduzione di Marco Rossari, 1ª ed., Roma, Edizioni SUR, febbraio 2017, p. 256